# Bekbroeders (hoorspel)
Bekbroeders is een hoorspel van Konrad Hansen.
Maulbrüter werd op 17 mei 1972 door de Westdeutscher Rundfunk uitgezonden. C. Denoyer vertaalde het en de VARA zond het uit op woensdag 10 oktober 1973. De regisseur was Ad Löbler. Het hoorspel duurde 59 minuten.

## Rolbezetting
- Pieter Lutz (hij)
- Enny Meunier (zij)
- Donald de Marcas (de stem uit de luidspreker)

## Inhoud
Twee bewoners van een bejaardenhome zijn door ziekte verlamd en van de buitenwereld afgesneden. De echtelieden, die weliswaar op elkaar zijn aangewezen, hebben nog enkel een haat-liefdeverhouding en wachten op de dood. Met de realiteit van hun omgeving hebben ze niets meer te maken, ze tiranniseren elkaar en met boosaardige agressiviteit proberen ze elkaar psychisch de grond in te boren.